# Histoire de Trois-Rivières

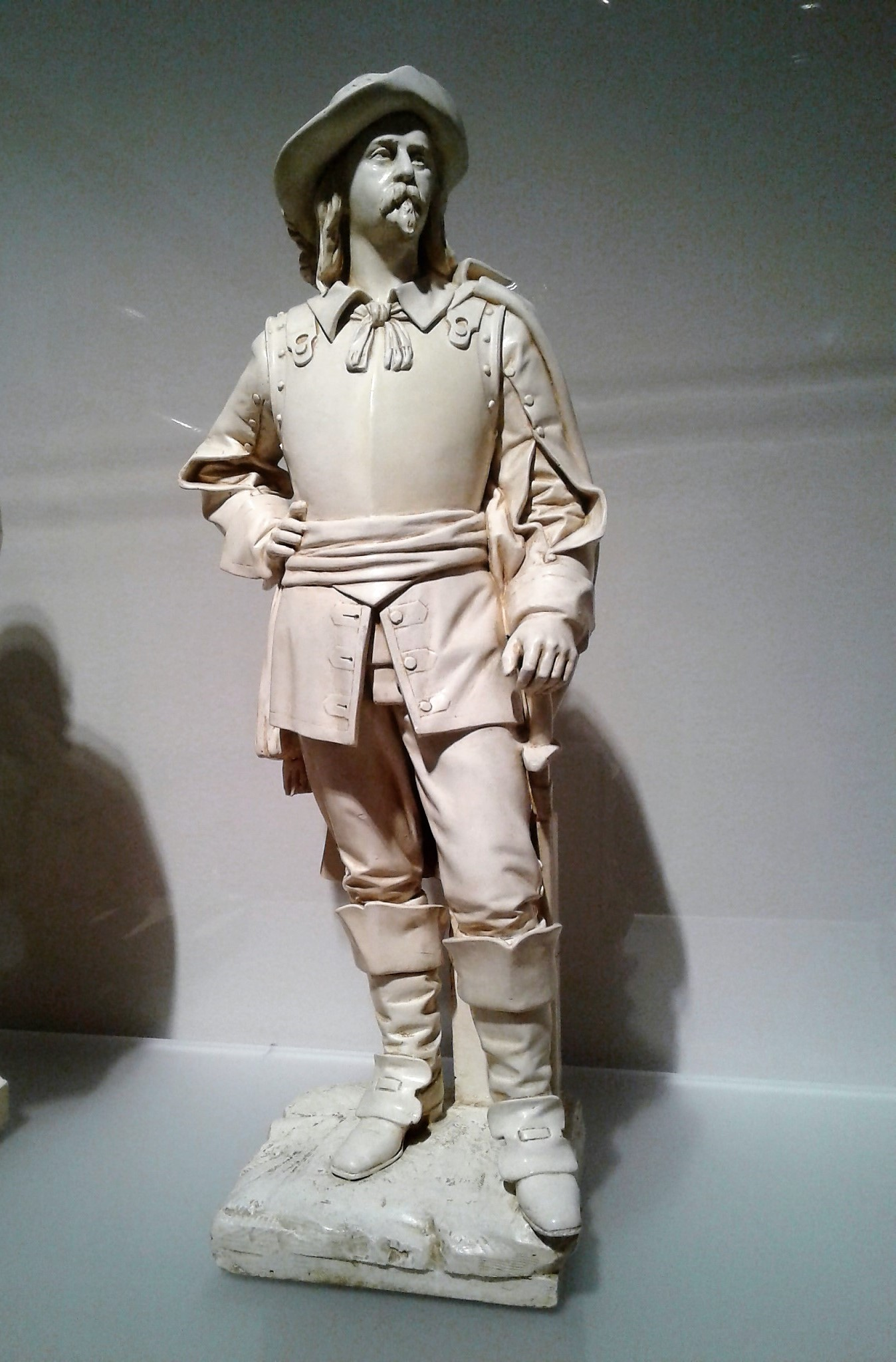
Monument de Laviolette, fondateur de Trois-Rivières. Musée national des beaux-arts du Québec.

L’histoire de Trois-Rivières, fondé par Laviolette le 4 juillet 1634, est celle d'un carrefour de fréquentation par les Amérindiens, d'un poste de traite des fourrures, et finalement d'une ville industrielle qui devient le chef-lieu de la Mauricie.

## Les origines

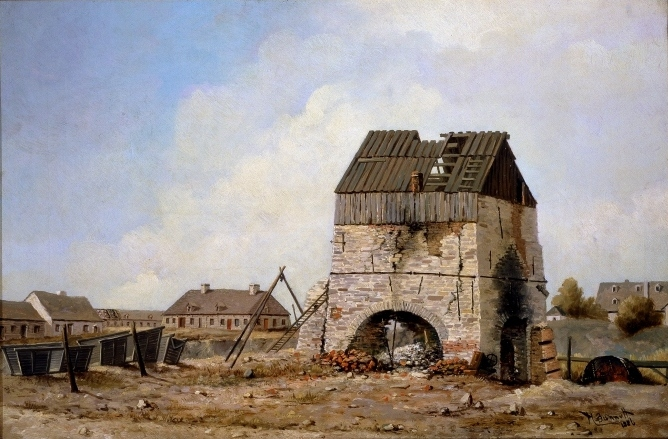
Compagnie des Forges Saint-Maurice. Peinture, Les Forges du Saint-Maurice, Henry Richard S. Bunnett, 1886, Huile sur toile,.

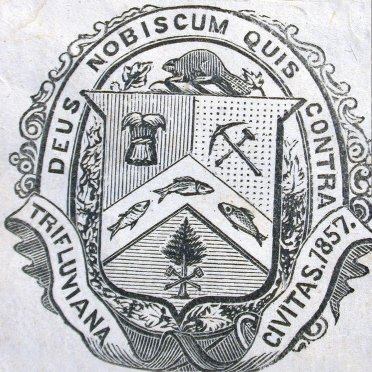
Armoiries de Trois-Rivières 1857 à 1959. Devise : Deus Nobiscum Quis Contra / Si Dieu est avec nous qui sera contre nous.

À l’origine, le site de Trois-Rivières était fréquenté par des autochtones de la grande famille algonquine. En raison de sa situation sur deux axes importants (rivière Saint-Maurice et fleuve Saint-Laurent) les autochtones avaient déjà choisi les lieux pour procéder au troc de fourrures avec les Français. En 1635, le père Le Jeune rapporte avoir trouvé des vestiges d'une ancienne palissade qui aurait été incendiée par des Iroquois. Cette construction date donc d'avant l'établissement officiel de 1634. Cependant, comme Samuel de Champlain, qui s'y était rendu souvent depuis 1608, ne parle pas dans ses "Voyages" de l'existence d'une bourgade à cet endroit ni de vestiges de cette-ci, cette construction et sa destruction devaient donc être récentes.
Le 12 octobre 1535, l’explorateur Jacques Cartier décrit le site. Il nomme la rivière Saint-Maurice rivière de Fouez en l'honneur de la maison de Foix et fait ériger une croix sur la pointe de l'île Saint-Quentin. En 1599 raconte Champlain, le capitaine François Gravé s'était rendu à Trois-Rivières, dont le nom était déjà connu et qui fut nommé ainsi en raison d'une illusion créée par le delta formé par des îles à travers lesquelles débouchait la rivière dans le fleuve.
C'est, entre autres, pour honorer une promesse faite à Capitanal, un chef Algonquin (Montagnais) dont le père avait combattu aux côtés de Samuel de Champlain que ce dernier mandata Laviolette pour établir une habitation au lieu-dit des Trois-Rivières afin principalement d'y faciliter le commerce. Partis le 1er juillet 1634 de Québec, Laviolette et ses hommes arrivèrent le 4 juillet, décrété jour de la fondation. 
En juin 1641, environ trois cent cinquante Agniers descendirent au poste des Trois-Rivières afin d'obtenir des Français un cadeau de « trente bonnes arquebuses », ce qui, contrairement aux Hollandais de fort Orange, leur fut refusé.
D’abord comptoir de commerce, Trois-Rivières va ensuite développer une triple vocation qu’elle va conserver au fil des siècles : siège de gouvernement, ville d’éducation et cité industrielle.
Siège d’un gouvernement régional à partir de 1665, Trois-Rivières connaîtra la Conquête britannique mais n'en souffrit pas comme la ville de Québec, et même une brève occupation américaine, qui se terminera par la défaite des « Bostonnais », aux portes de la ville, en 1776.
Au fil des ans, Trois-Rivières consolidera sa vocation de chef régional en devenant le siège d’un district judiciaire (1792) et d’un évêché (1852).
Sur le plan de l’éducation, des missionnaires enseignants vont se présenter sur le site de Trois-Rivières dès 1617, c’est-à-dire avant même la fondation de la ville. Avec l’arrivée des religieuses ursulines, en 1697, une première maison d’enseignement verra le jour et plusieurs autres suivront, jusqu’à l’ouverture de l’Université du Québec à Trois-Rivières, en 1969.
Sur le plan économique, après l’ère des coureurs des bois et du commerce de la fourrure, Trois-Rivières deviendra ville industrielle quand vont entrer en production les Forges du Saint-Maurice, fondées en 1733 par M. de Francheville. Cette fonderie où l'on fabriquait boulets de canon, poêles en fonte, ainsi que divers ustensiles et accessoires de cuisine, a représenté durant une longue période la principale activité économique de la ville. Une centaine d’années plus tard, avec l’exploitation forestière de la vallée du Saint-Maurice, Trois-Rivières va abriter d'abord des scieries, puis enfin des usines de papier. Le transport des billots de bois était alors facilité par la rivière Saint-Maurice qui permettait d'acheminer la ressource de sa coupe à l'usine, par flottaison. C'est ainsi que sont devenus célèbres les techniques de drave et les nombreux draveurs y travaillant. Par la suite, Trois-Rivières est devenue la capitale du papier.

## Époque contemporaine
Le terrible incendie  qui ravage Trois-Rivières en 1908 détruit la majeure partie de la vieille ville, n'épargnant qu'une dizaine de bâtiments datant du Régime français. Le monastère des Ursulines et le manoir de Tonnancour sont heureusement épargnés. Cela entraîne un réaménagement de la ville, dont l'élargissement et le redressement des rues. La reconstruction du centre de la ville coïncide avec les débuts de l'utilisation d'une nouvelle ligne électrique de haute tension qui a favorisé l'avènement et le développement de nouvelles entreprises, dont celle du textile qui encourage la venue de nouveaux paysans.
À partir des années 1960, Trois-Rivières va diversifier sa base économique en misant sur l’éducation collégiale et universitaire, de même que sur l’animation culturelle et touristique. À ce sujet, la ville peut se vanter d’avoir gardé vivant et rayonnant son centre-ville, qui abrite une intense activité culturelle, dont fait partie le Festival international de la poésie. Elle est aussi une ville de loisir et de sport, qui présente chaque année un Grand-Prix automobile à dimension internationale.
Le Vieux Trois-Rivières est décrété arrondissement historique en 1964.
En 1985, le Festival international de la poésie est créé par une équipe autour de Gaston Bellemare.
En 2002, les villes de Cap-de-la-Madeleine, Sainte-Marthe-du-Cap, Saint-Louis-de-France, Trois-Rivières-Ouest, ainsi que la municipalité de Pointe-du-Lac, ont été fusionnées à la ville de Trois-Rivières, dissolvant ainsi la MRC de Francheville.

## Gouvernement des Trois-Rivières

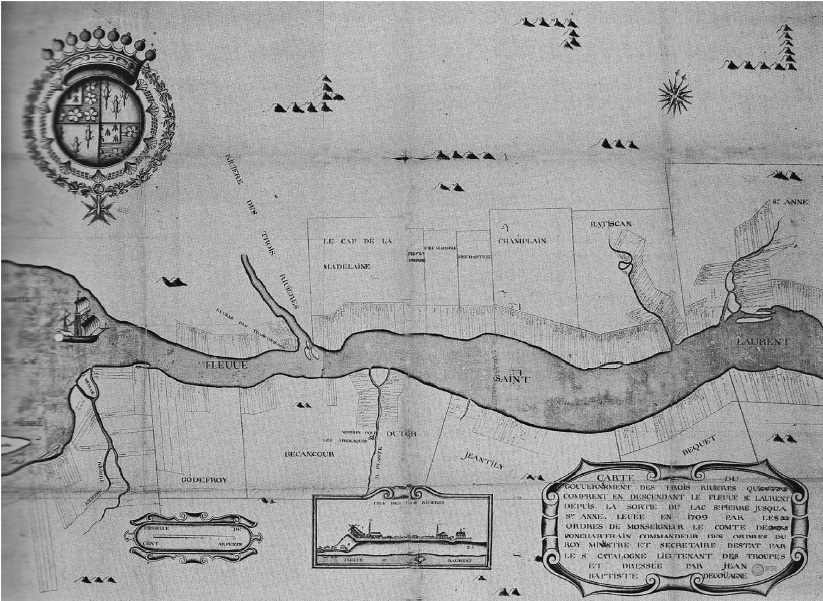
Carte du Gouvernement des Trois-Rivières.

Le gouvernement des Trois-Rivières est l’une des trois divisions administratives du Canada jusqu’en 1764, les deux autres étant le gouvernement de Québec et le gouvernement de Montréal. À l’époque de la Nouvelle-France, la colonie était divisée en cinq gouvernements particuliers : celui de Québec, celui des Trois-Rivières, celui de Montréal, celui de la Louisiane et celui de l'Acadie. Il y eut aussi un projet, qui n’a pas été réalisé, de créer un autre gouvernement, celui de Détroit. Chacune de ces régions était connue sous l’appellation gouvernement parce qu’elle avait à sa tête un gouverneur. Le gouvernement des Trois-Rivières est le plus petit des trois gouvernements de la vallée du Saint-Laurent, en superficie et en population.

### Histoire
Il ne semble pas exister d’acte promulguant la création des trois gouvernements du Canada sous le régime français (1608-1763). En cela, le modèle d’ici s’apparente à celui de la France. À cette époque, la vallée du Saint-Laurent comptait trois noyaux de peuplement : Québec (à partir de 1608), Trois-Rivières (à partir de 1634) et Montréal (à partir de 1642). Il devint alors nécessaire de créer trois gouvernements. À Trois-Rivières, le premier capitaine à porter le titre de gouverneur est François de Champflour en 1643. Ainsi sont apparus les trois gouvernements de la Nouvelle-France.
Lors de sa création en 1643, le gouvernement de Trois-Rivières ne comptait qu’un seul établissement permanent, le poste de Trois-Rivières. Des seigneuries avaient été concédées autour (fief Hertel en 1633, fief Godefroy en 1633, seigneurie des Jésuites en 1634, seigneurie de La Madeleine en 1636, fief Godefroy de Lintot en 1637, seigneurie Dutort en 1637, seigneurie de Batiscan en 1639), d’autres étaient projetées (fief de l’Arbre-à-la-Croix en 1644, fief Marsolet en 1644). Malgré quelques tentatives, personne n’habita ces seigneuries à cause de la menace iroquoise, il faudra attendre 1665 avec l’arrivée du régiment de Carignan-Salières. Le peuplement du gouvernement de Trois-Rivières commencera sur la rive nord du fleuve Saint-Laurent et à partir de Trois-Rivières en descendant vers l’est, sans doute pour l’unique raison que le reste du territoire était en zone inondable. Trois-Rivières est la première occupée, suivie de Cap-de-la-Madeleine peu après 1640, de Champlain à partir de 1664 ou 1665, de Batiscan à partir de 1666 et de Sainte-Anne-de-la-Pérade à partir de 1667.
En 1648, le gouverneur de Trois-Rivières devenait membre du Conseil de Québec, créé l'année précédente. En 1651, le gouvernement de Trois-Rivières est doté d'une sénéchaussée (tribunal).
Le gouvernement de Trois-Rivières a été maintenu par les Britanniques durant le régime militaire (1760-1764), à la différence que durant cette période, chaque gouvernement était autonome et n’était plus soumis au gouverneur de Québec. Chaque gouvernement recourait à une monnaie d’un cours différent, exigeait un passeport pour l’entrée et la sortie. Aux deux frontières qui séparaient les trois gouvernements, se trouvaient un poste frontière pourvu d’une garnison : l’un à Sainte-Anne-de-la-Pérade, entre les gouvernements de Québec et de Trois-Rivières, et l’autre à Maskinongé, entre les gouvernements de Trois-Rivières et de Montréal.
Le gouvernement de Trois-Rivières fut aboli le 10 août 1764 lorsque les Britanniques remplacèrent les trois gouvernements par deux districts, celui de Québec et celui de Montréal. La rivière Saint-Maurice marquait la division entre les deux districts.

### Territoire

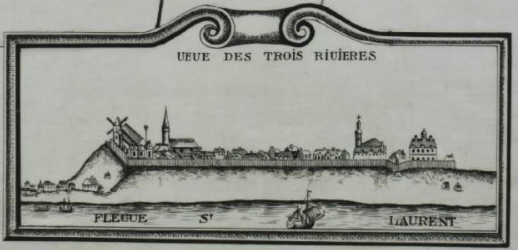
1709, Lieue des Trois-Rivières.

Le gouvernement de Trois-Rivières s’étendait de Sainte-Anne-de-la-Pérade jusqu’à Maskinongé, sur la rive nord du fleuve Saint-Laurent, et de Saint-Pierre-les-Becquets jusqu’à Yamaska, sur la rive sud. C’était le gouvernement le plus étroit des trois gouvernements.
Au nord, il s’étendait vaguement vers les terres de la Compagnie de la Baie d'Hudson, et au sud jusqu’à la Nouvelle-Angleterre.
Ces limites n’ont pas été fixées lors de la création du gouvernement en 1643. La superficie du gouvernement s’est étendue jusqu’à ce que le territoire du gouvernement trifluvien rencontre celui du gouvernement de Québec et celui du gouvernement de Montréal.
Son territoire correspond aux actuelles régions de la Mauricie et du Centre-du-Québec. Il comprenait aussi la partie est de la région de l'Estrie.

### Seigneuries
Le gouvernement de Trois-Rivières a compté jusqu’à 51 fiefs et seigneuries.

#### Rive nord
17 Seigneuries sur la rive nord :
- Sainte-Anne-Est
- Sainte-Anne-Ouest
- Sainte-Marie
- Batiscan
- Champlain
- Cap-de-la-Madeleine
- Iles du Saint-Maurice (île aux Cochons ou de la Poterie, île Saint-Christophe, île Saint-Joseph, île de la Trinité ou Saint-Quentin)
- Hertel
- Haut-Boc
- Niverville
- Commune
- Coteau Saint-Louis
- Sainte-Marguerite
- Jésuites
- Vieuxpont
- Labadie
- Boucher
- Tonnancour
- Saint-Maurice
- Gastineau
- Robert
- Grosbois-Est
- Grosbois-Ouest
- Dumontier
- Grandpré
- Rivière-du-Loup
- Saint-Jean
- Maskinongé
- Carufel
- Dusablé
- Lac Maskinongé

#### Rive sud
17 seigneuries sur la rive sud :
- Yamaska
- Saint-François
- Lussaudière
- Pierreville
- Deguire
- Baie-du-Febvre
- Courval
- Nicolet
- Ile Moras
- Roquetaillade
- Godefroy
- Ile Marie
- Bécancour
- Dutort
- Cournoyer
- Gentilly
- Lévrard

De ces 51 seigneuries, il ne reste que deux manoirs seigneuriaux sur la rive nord (Cap-de-la-Madeleine et Niverville), et un seul sur la rive sud (Lévrard). Quant aux moulins seigneuriaux, il n’en reste que trois sur la rive nord (Commune, Pointe-du-Lac et Saint-Jean) et un seul sur la rive sud (Gentilly).

### Paroisses
De 1608 à 1764, sur ces 51 seigneuries, sont apparues dix-huit (18) paroisses et deux missions.

#### Rive nord
11 paroisses sur la rive nord :
- Sainte-Anne
- Batiscan
- Sainte-Geneviève
- Champlain
- Cap-de-la-Madeleine
- Trois-Rivières
- Les Forges
- Pointe-du-Lac
- Yamachiche
- Rivière-du-Loup
- Maskinongé

#### Rive sud
Sept paroisses et deux missions amérindiennes sur la rive sud :
- Yamaska
- Saint-François-du-Lac
- Mission Saint-François (actuel Odanak)
- Baie-du-Febvre
- Nicolet
- Bécancour
- Mission de Bécancour (actuel Wolinak)
- Gentilly
- Saint-Pierre-les-Becquets

Chacune de ces vingt paroisses avait son église et son presbytère. Il ne reste que deux églises qui datent du régime français (Cap-de-la-Madeleine 1715 et Récollets-Anglicans 1754) et aucun presbytère. Si les bâtisses n’existent plus, il reste des œuvres d’art de cette époque à Sainte-Anne, Batiscan, Champlain, Cap-de-la-Madeleine, Trois-Rivières, Maskinongé, Saint-François-du-Lac et Gentilly.

### Organisation
Un ensemble de hauts et de petits fonctionnaires est nommé pour assumer l’organisation de chaque gouvernement. Au gouverneur particulier (à Québec, c’était le gouverneur général), s’ajoutent un lieutenant de roi pour l’assister, un subdélégué de l’intendant (c'est le commissaire-ordonnateur ou le commissaire de la Marine ou le grand-voyer ou un garde-magasin), un état-major, des gardes pour le gouverneur, une Cour de justice avec juge, juge adjoint, procureur du roi, greffier, notaire, un château pour loger ce gouverneur et son personnel. Les officiers d’état-major ont des droits réels et des droits honorifiques.

### Gouverneurs
Pour assurer l’unité de la colonie, les gouverneurs particuliers de Trois-Rivières et de Montréal étaient soumis au gouverneur général dont ils n’étaient, en fait, que les lieutenants-gouverneurs
Le premier gouverneur en titre est François de Champflour en 1643. Ceux qui précèdent dans la liste portaient le titre de capitaine.

### Population
| Tableau de la population des trois gouvernements 1666-1765 | Tableau de la population des trois gouvernements 1666-1765 | Tableau de la population des trois gouvernements 1666-1765 | Tableau de la population des trois gouvernements 1666-1765 | Tableau de la population des trois gouvernements 1666-1765 |
| | Gouvernement de Québec                                     | Gouvernement de Trois-Rivières                             | Gouvernement de Montréal                                   | Total                                                      |
| --- | ---------------------------------------------------------- | ---------------------------------------------------------- | ---------------------------------------------------------- | ---------------------------------------------------------- |
| 1666 | 2135                                                       | 455                                                        | 625                                                        | 3215                                                       |
| 1688 | 6223                                                       | 1406                                                       | 2674                                                       | 10303                                                      |
| 1698 | 8981                                                       | 1590                                                       | 3244                                                       | 13815                                                      |
| 1739 | 23337                                                      | 3352                                                       | 17012                                                      | 42701                                                      |
| 1765 | 35913                                                      | 7313                                                       | 26584                                                      | 69810                                                      |
| Sources : Données de 1666, 1688 et 1698 : Hubert Charbonneau, Vie et mort de nos ancêtres, Étude démographique, Montréal, Presses de l’Université de Montréal, 1975, page 40. / Données de 1739 et 1765 : Recensements du Canada 1666-1871, vol. 4, Ottawa, 1876. |                                                            |                                                            |                                                            |                                                            |

## Histoire chronologique

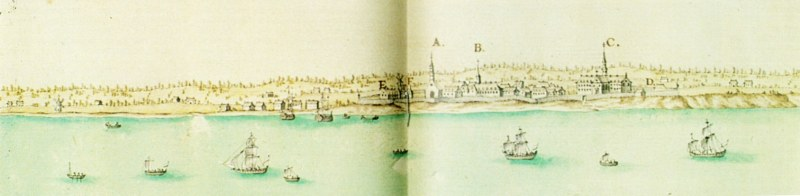
Circa 1721.

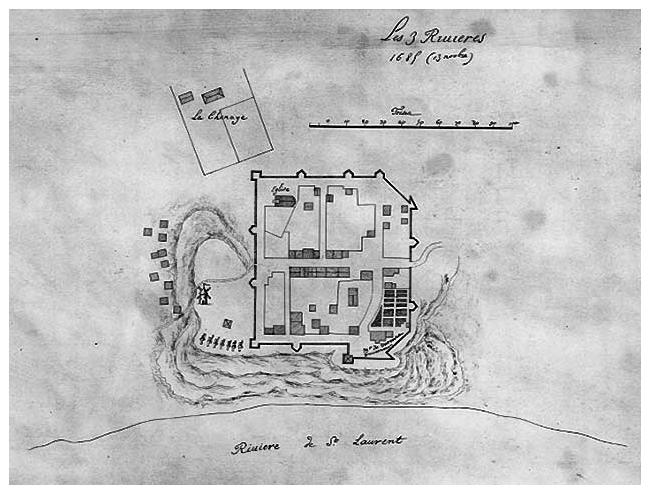
Fort des Trois-Rivières, 1685.
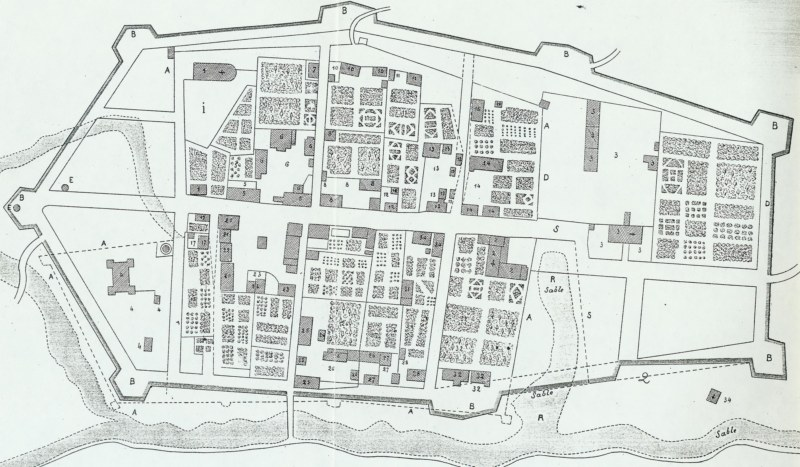
Plan de Trois-Rivières en 1704.
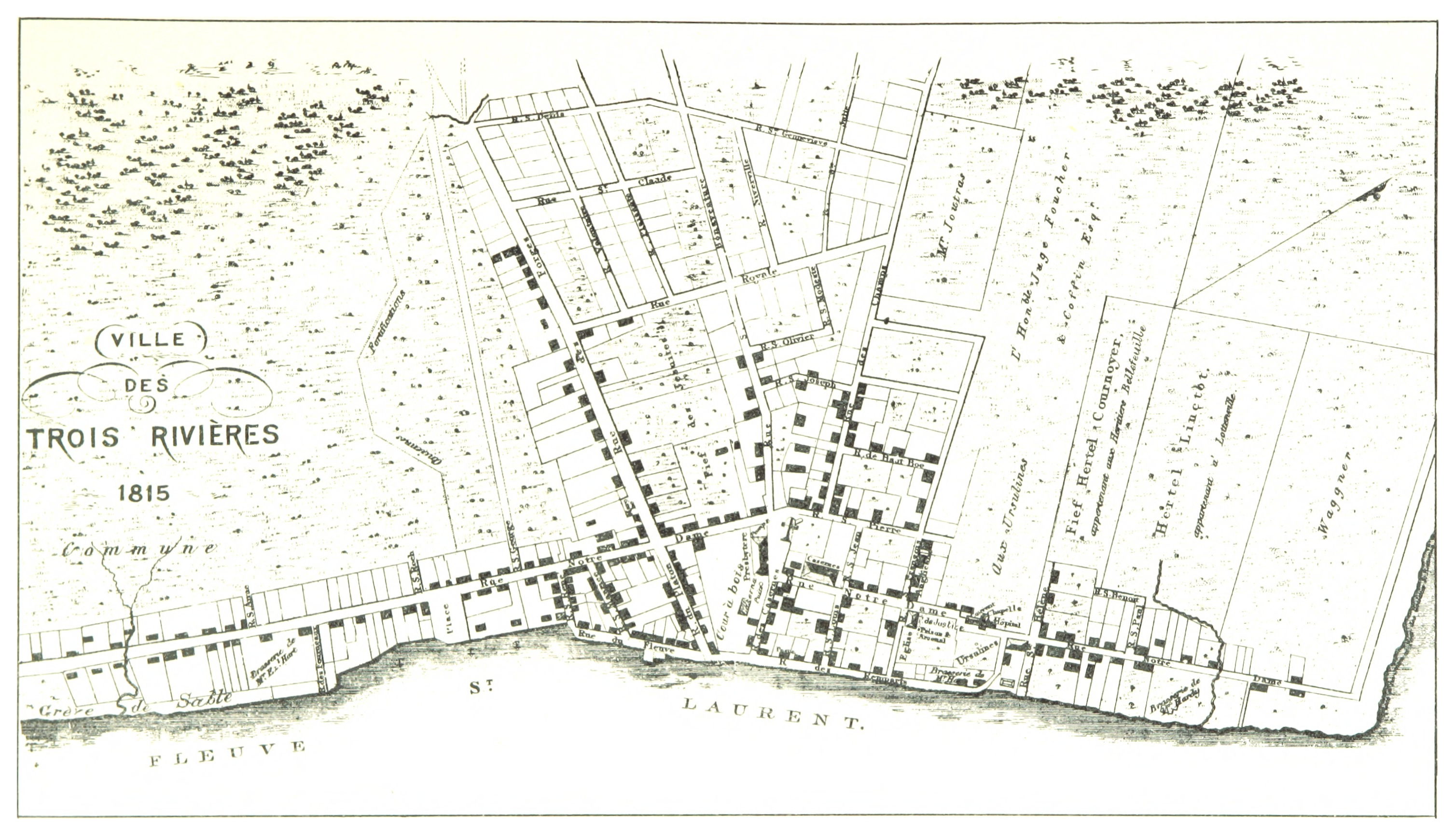
Plan de la ville des Trois-Rivières en 1815.
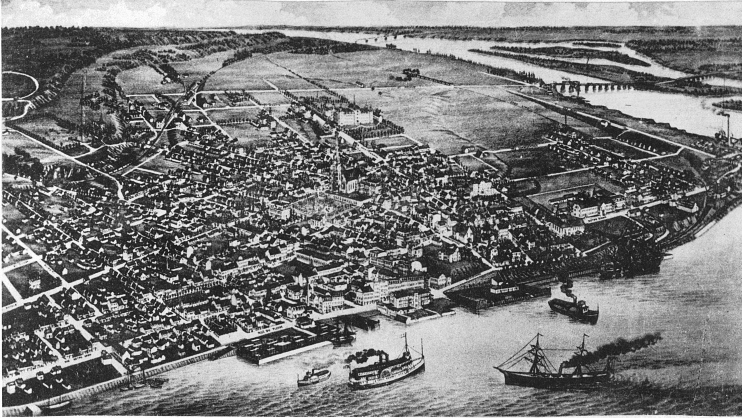
Vue en plongée sur la cité des Trois-Rivières vers 1881.
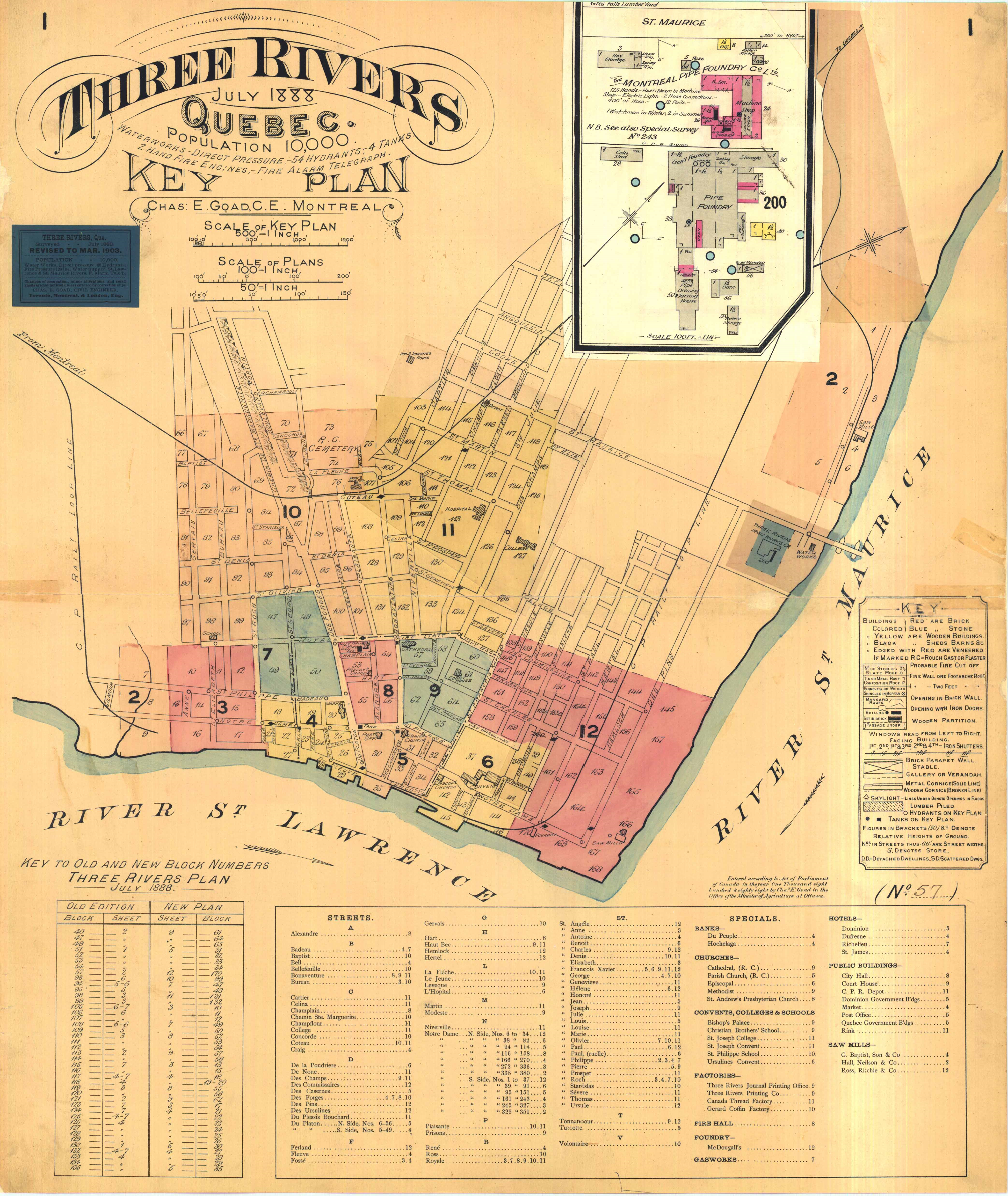
Plan de la ville, juillet 1888.

### XVIesiècle
- 1535 : Le 7 octobre, Jacques Cartier plante une croix sur la pointe de l'île Saint-Quentin, mais aucun établissement n'est projeté à court terme. Des Amérindiens appartenant à diverses nations occupent déjà les environs sur une base permanente ou saisonnière.
- 1535-1599 : Destruction dans cette période par des Iroquois d'un fort algonquien (probablement montagnais) qui avait été érigé sur un ancien défrichement iroquoien consacré à la culture du blé d'Inde (maïs).
- 1599 : Apparition du toponyme « Les Trois-Rivières » pour désigner le lieu-dit qui sert de poste de traite des fourrures saisonnier, mentionné par François Gravé dit le Sieur Dupont-Gravé, géographe attitré de Samuel de Champlain.

### XVIIesiècle
- 1603 : Champlain remonte le fleuve Saint-Laurent en barque jusqu'aux Trois-Rivières.
- 1615 : Les coureurs des bois établissent au lieu-dit des Trois-Rivières un poste de traite permanent qu'ils squattent, c'est-à-dire qu'ils occupent les terres sans titre de propriété et sans payer de redevances.
- 1617 : Le père Pacifique Du Plessis est envoyé en mission au lieu-dit des Trois-Rivières. Dans la même année, premiers défrichements de terres par des colons du père Pacifique Du Plessis; et en 1621 par les Pères Récollets, concessionnaires de terrains aux Trois-Rivières.
- 1624 : Champlain convoque à Trois-Rivières la première conférence des nations indigènes: on n'en avait jamais tant vu, réunies en un même endroit. Iroquois et Algonquiens du Saint-Laurent y signent un traité d'amitié.
- 1633 : Le colon Jacques Hertel reçoit, un an avant la fondation de la bourgade, la première concession de terre du lieu-dit des Trois-Rivières.
- 1634 : Quelques mois après la fondation, les deux premiers Jésuites Jacques Buteux et Paul Le Jeune s'installent dans la bourgade.
- 1637 : Naissance, le 21 octobre, du premier trifluvien, Michel Godefroy, fils de Jean Godefroy et Marie Leneuf, à être consignée sur un registre baptistère trifluvien. Avant cette date, en l'absence de registres, les naissances ne sont pas consignées. Ainsi, on n'a aucune informations sur les métis nés avant cette date.
- 1643 : La Nouvelle-France est divisée en trois gouvernements régionaux: Québec, Trois-Rivières et Montréal. François de Champflour est le premier à porter le titre de gouverneur des Trois-Rivières.
- 1678 : Érection canonique de la première paroisse : Immaculée Conception.

### XVIIIesiècle

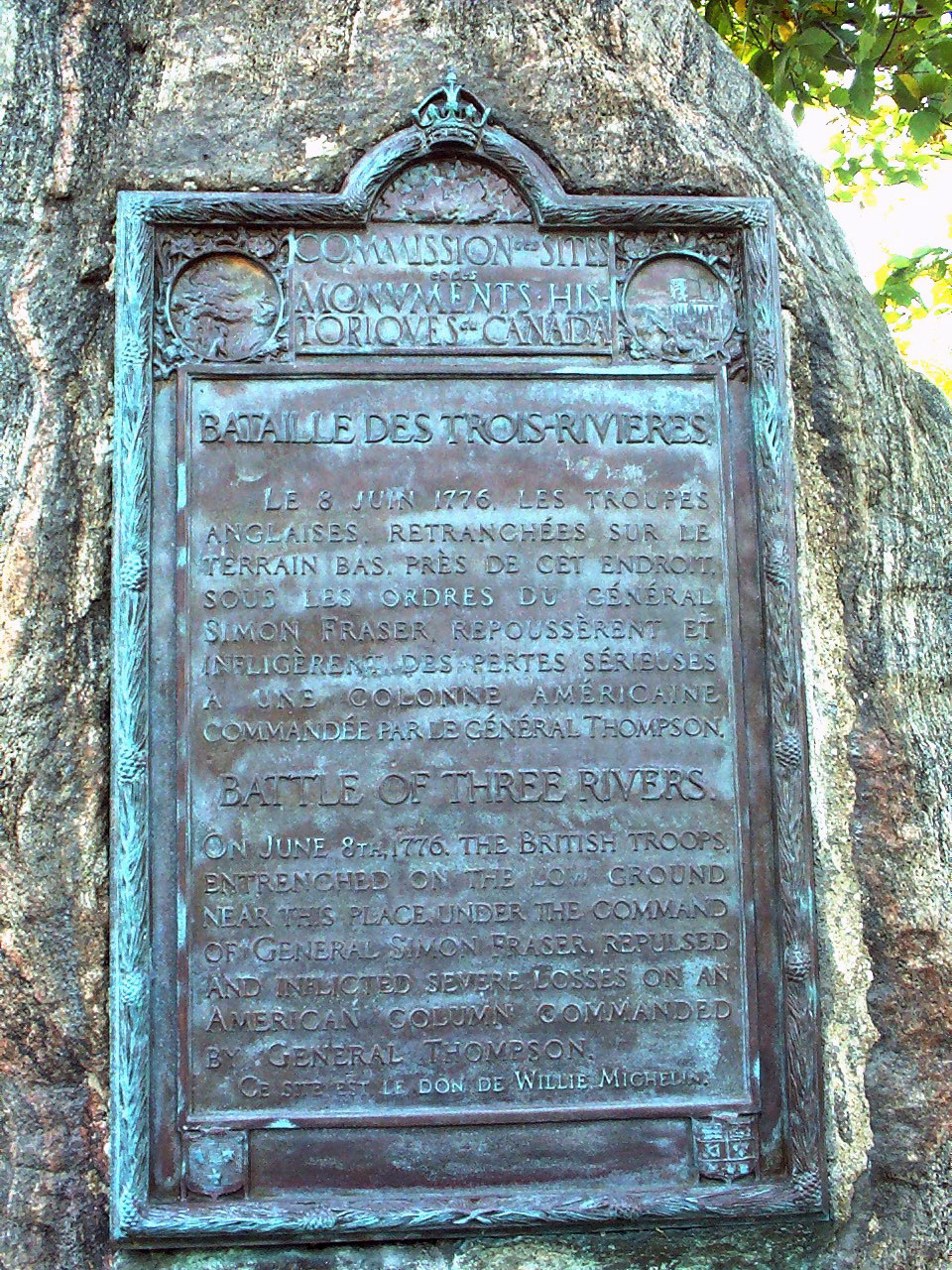
La Bataille des Trois-Rivières.

- 1710-1713 : Construction de la troisième église de la paroisse. Les deux premières furent de bois, celle-ci est de pierre. Elle disparaîtra en 1908 lors du grand incendie.
- 1722 : L'intendant Bégon autorise la tenue d'un marché public près du fleuve à tous les vendredis (aux environs de la rue Craig).
- 1733 : Création de la Compagnie des Forges de Saint-Maurice.
- 1750 : Louis Maitre (Louis Le Maître), un artisan, opère un atelier spécialisé dans la fabrication de canoës et de rabaskas destinés à des clients pour la traite des fourrures.
- 1752 : Incendie majeur qui dure du 17 au 23 mai. Le bilan est lourd: la palissade, le monastère et la chapelle des Ursulines, et 45 maisons, ce qui représente une partie importante des lieux.
- 1760-1765 : Conséquence du Traité de Paris, le Canada devient une colonie britannique et, de ce fait, on procède à l'abolition du gouvernement régional de Trois-Rivières. La province de Québec est dorénavant divisée en deux districts: Québec et Montréal. De 1760 à 1765 le gouverneur français des Trois-Rivières est remplacé par un gouverneur militaire anglais. Le passage se fait en douceur, Ralph Burton ne cherche pas à rendre la vie difficile aux Trifluviens et malgré certaines restrictions ce gouvernement militaire n'aura été, somme toute, qu'une sorte de prolongement du régime français.
- 1763 : Nommé par le gouverneur Frederick Haldimand, le marchand Aaron Hart devient le premier maître de postes de Trois-Rivières. Les opérations se font de sa maison, rue des Forges.
- 1775 : Ouverture du premier bureau de postes de Trois-Rivières sur la rue du Fleuve. Samuel Sills est le maître de postes.
- 1776 : La ville est occupée militairement par les Américains du 8 février au 21 mai. Le 8 juin, les troupes anglaises repoussent et infligent des pertes sérieuses à une colonne américaine lors de la Bataille de Trois-Rivières[15].
- 1792 : Création d'un district judiciaire du Bas-Canada à Trois-Rivières, ce qui lui redonne un statut de pivot de sa région.
- 1792 : Trois-Rivières élit son premier député, John Lees. Il occupera ce poste à l'assemblée du Bas-Canada jusqu'en 1807.
- 1797 : Livraison de la première pompe à incendie, une pompe à bras de pompier commandée en Angleterre le 16 octobre.

### XIXesiècle
- 1802 : Alexandre Clifford ouvre la première école élémentaire de Trois-Rivières.
- 1817 : Ludger Duvernay publie la Gazette des Trois-Rivières, soit, le premier journal du Bas-Canada qui ne soit pas publié à Québec ou Montréal.
- 1818 : Entrée en vigueur, le 22 septembre, des règlements de police pour le district des Trois-Rivières. Ce même jour, Michel Frisback, ayant volé un cheval et François Letendre, ayant volé une valeur de 40 shillings dans une maison sont condamnés à la pendaison.
- 1818 : Construction de la prison de Trois-Rivières.
- 1818 : Création de la Société d'Agriculture du district des Trois-Rivières. Cette société a pour but de stimuler la qualité et la productivité des agriculteurs et éleveurs locaux. Des prix sont attribués pour la qualité du grain et des bêtes, par exemple.
- 1820 : Construction du palais de justice de Trois-Rivières.
- 1822 : Entrée en fonction de la prison. C'est l'architecte François Baillairgé de Québec qui en est le maître d'œuvre. Elle sera jusqu'en 1986 (avant de devenir un musée) la plus ancienne prison toujours en fonction en Amérique du Nord.

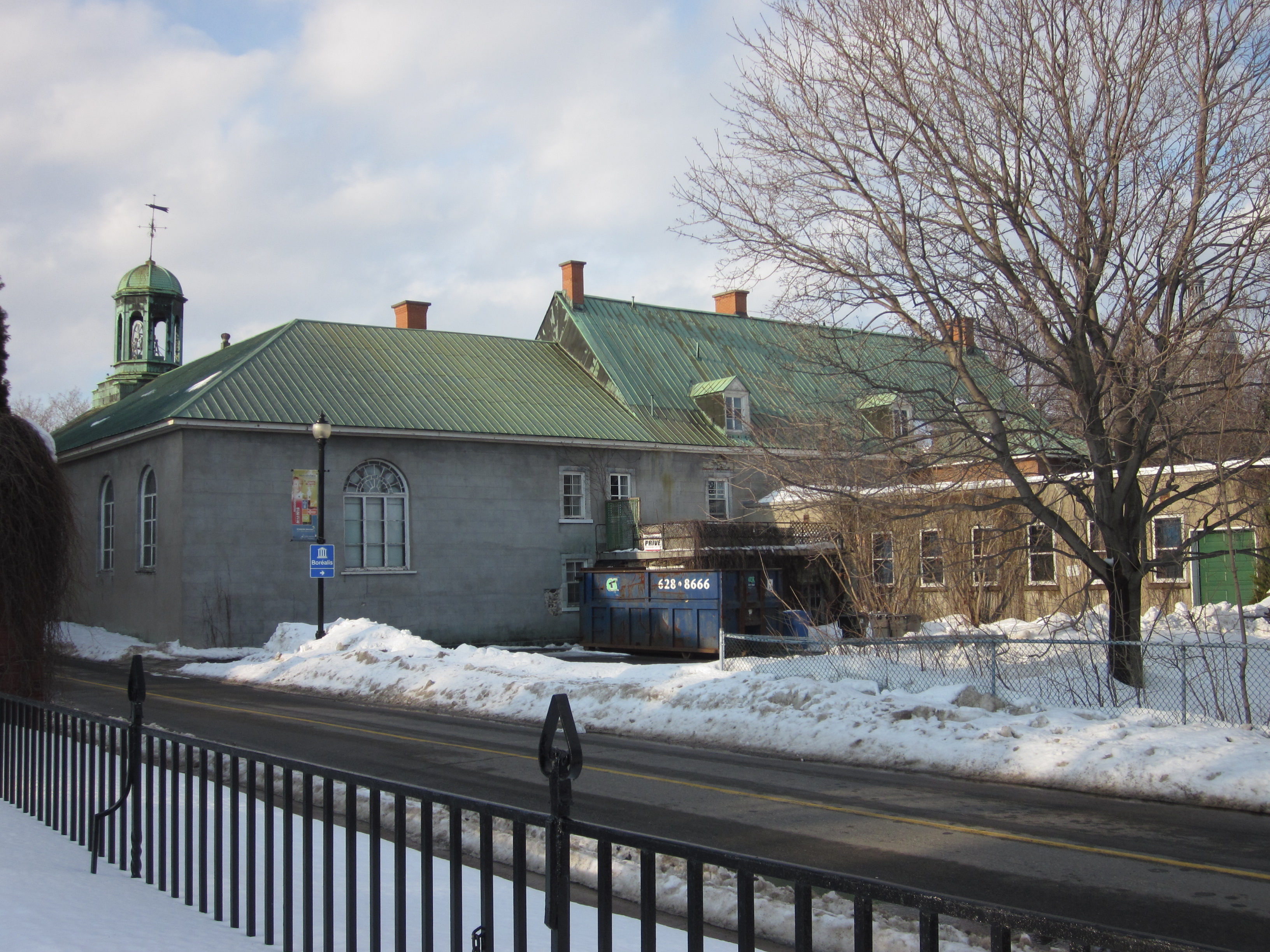
Arrière de la chapelle du monastère des Récollets / Église Saint-James.

- 1832 : Construction du premier pont de bois sur le Saint-Maurice entre le Cap-de-la-Madeleine et Trois-Rivières. Il sera emporté par les glaces au printemps de 1836.
- 1842 : Érection du deuxième pont de bois entre le Cap-de-la-Madeleine et Trois-Rivières sur le Saint-Maurice en remplacement de l'ancien.
- 1845 : Trois-Rivières devient une municipalité.
- 1847 : La ville est dorénavant reliée au reste du monde par le télégraphe.
- 1850 : Le conseil municipal décrète l'obligation pour les trifluviens de construire un trottoir devant leur maison. Il incombe, par ailleurs, à chaque propriétaire d'en faire l'entretien et le déneigement.
- 1854 : Création de la Compagnie du Feu Équitable, une brigade pour la lutte contre les incendies.
- 1855 : Abolition du régime seigneurial et création de la ville de Trois-Rivières, des municipalités de paroisse de La Visitation-de-la-Pointe-du-Lac, de Saint-Maurice, de Sainte-Marie-Madeleine-du-Cap-de-la-Madeleine et de Trois-Rivières lors du premier découpage municipal du Québec (1er juillet).
- 1854 : La Compagnie de Gaz des Trois-Rivières assure l'éclairage des lieux publics de la ville. Les réverbères sont peu nombreux et l'éclairage plutôt inégal. Il s'agit d'une initiative d'un groupe de personnes influentes de la ville, mais le tout se fait sous la surveillance du conseil de ville.
- 1856 : Grave incendie détruisant 44 maisons.
- 1857 : L'acte d'incorporation officiel de la ville de Trois-Rivières est sanctionné (10 juin). La ville peut dès lors se doter d'une constitution à la mesure de ses besoins. Le nom officiel est Cité des Trois-Rivières. On retrouve quatre quartiers: Saint-Louis, Notre-Dame, Saint-Philippe et Sainte-Ursule.
- 1858 : Inauguration de la Cathédrale de l'Assomption de Trois-Rivières réalisée selon les plans de l'architecte Victor Bourgeau. Les travaux avaient débuté en 1854.
- 1860 : Installation de quatre pompes à incendie (à vapeur) fixes situées dans des endroits stratégiques de la ville. Quelques années plus tard, d'immenses réservoirs d'eau seront enfouis près des pompes.
- 1862 : Le conseil municipal décrète l'interdiction de construire des maisons de bois au centre-ville.
- 1866 : Un comité chargé de promouvoir des moyens de lutter contre la maladie créé par le conseil de ville décrète l'obligation de transporter les morts dans des corbillards.
- 1871 : Fondation de la Chambre de Commerce de Trois-Rivières.
- 1872 : Construction du premier hôtel de ville. Les séances du conseil municipal se tenaient autrefois dans une salle du marché public.
- 1872 : La Compagnie d'aqueduc des Trois-Rivières construit le premier réseau d'aqueduc de la ville. On utilise des troncs d'arbres évidés et joints avec du mortier. Les résultats sont peu probants, le fonctionnement étant d'une efficacité faible.
- 1875 : Apparition des noms des rues aux coins des principales intersections. Les étrangers n'auront plus à demander le nom des rues.
- 1876 : Le gouvernement condamne et ferme le pont de bois sur le Saint-Maurice, jugé vétuste et dangereux.
- 1876 : Construction d'un système d'aqueduc administré par la municipalité. La station de pompage se situe sur la rive ouest du Saint-Maurice près du fleuve et les pompes sont activées par un moteur à vapeur. On utilise maintenant des tuyaux de fonte.
- 1877 : En avril, la ville crée une Brigade de Police et de Feu permanente. Il s'agit des débuts de l'actuel service de police et pompiers de la ville.
- 1877 : Construction de la première gare ferroviaire de Trois-Rivières par la Québec, Montréal Ottawa & Occidental Company (QMO&O). On complète le tronçon reliant Trois-Rivières à Québec.
- 1877 : Construction d'un troisième pont de bois sur le Saint-Maurice, en remplacement du deuxième.
- 1879 : La QMO&O complète le tronçon de la voie ferroviaire entre Montréal et Trois-Rivières.
- 1880 : La compagnie de téléphone Bell vient d'être incorporée en vertu d'une loi fédérale et déjà on fait une démonstration de la téléphonie entre la gare ferroviaire et le Séminaire Saint-Joseph.
- 1884 : En pleine expansion, la Canadian Pacific Railway rachète la QMO&O et c'est elle qui desservira Trois-Rivières dorénavant.
- 1884 : La compagnie Bell commence à installer des dizaines de poteaux dans la ville pour permettre l'implantation d'un système téléphonique. La première centrale dessert 23 abonnés, dont 3 résidences privées.

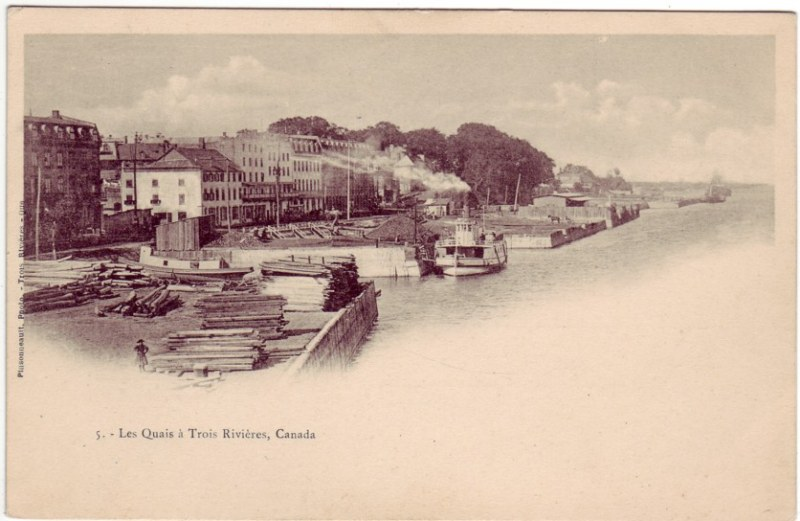
Port de Trois-Rivières en 1890, par P.-F. Pinsonneault.

- 1885 : Apparition des premières boîtes postales dans les rues de la ville.
- 1887 : Début de la mise en application du plan d'aménagement du système d'égouts de la ville. Ce plan a été réalisé par François-Xavier Berlinguet.
- 1888 : Trois-Rivières est reliée à Montréal par la ligne téléphonique. Il faudra attendre 1890 pour que Québec soit aussi reliée. Trois-Rivières compte maintenant 106 abonnés.
- 1889 : Apparition officielle des numéros civiques d'adresses sur les portes des maisons à la suite d'une incitation du conseil municipal.
- 1890 : Début de l'électrification des rues de Trois-Rivières (28 juillet). L'électricité utilisée pour l'éclairage des rues provient d'une centrale à vapeur située au bord de la Saint-Maurice, soit au pied de l'actuel pont Duplessis.
- 1890 : Visite de Louis-Philippe-Albert de Bourbon-Orléans (Philippe VII), Comte de Paris et de son fils Louis-Philippe-Albert d'Orléans (Philippe VIII) le Duc d'Orléans. Les exilés sont reçus "royalement" par les Ursulines, avant quoi ils sont accueillis à la gare ferroviaire jusqu'au carré Laviolette, où une estrade d'honneur a été érigée pour que les élus et dignitaires leur souhaitent la bienvenue. Accompagnés de leur suite, ils logent à l'Hôtel Dufresne, rue du Fleuve. (26 octobre).
- 1895 : Philippe-Élizé Panneton, membre de la bourgeoisie trifluvienne et actuel maire de la ville fonde la seule banque qui soit contrôlée par des Trifluviens. La banque sera rachetée par la Banque Molson en 1916
- 1896 : Une embâcle de glace sur le fleuve Saint-Laurent génère une grande digue inondant près de la moitié de la ville.
- 1896 : Présentation de la première exposition agricole de Trois-Rivières. Elle a pour but d’encourager l’amélioration de l’agriculture sous toutes ses formes et le commerce des animaux. Le banquier et ancien maire Philippe-Élizé Panneton a joué un rôle prépondérant dans l'obtention d'octrois gouvernementaux et la participation des municipalités environnantes.
- 1897 : Création de la North Shore Power Company qui permettra d'étendre l'électrification de la ville. La centrale électrique de Saint-Narcisse (sur la rivière Batiscan) alimentera la ville de Trois-Rivières par le premier réseau de câbles à haute tension de l'empire britannique.
- 1899 : En raison de son âge avancé et d'un incendie récent, le pont de bois sur le Saint-Maurice est démoli.

### XXesiècle
- 1900 : Shawinigan et Grand-Mère sont maintenant reliées à Trois-Rivières par la ligne téléphonique.
- 1901 : Un pont d'acier remplace désormais les ponts de bois qui reliaient Trois-Rivières et le Cap-de-la-Madeleine.
- 1904 : La municipalité de paroisse de Saint-Louis-de-France se détache de Saint-Maurice (4 janvier).
- 1905 : On remplace le moteur à vapeur par des moteurs électriques à la station de pompage de l'aqueduc.
- 1905-1907 : Construction de la voie ferroviaire qui relie Trois-Rivières à Shawinigan et Grand-Mère.
- 1906 : Une nouvelle ligne de transmission électrique en provenance de la Shawinigan Water and Power Company permet à Trois-Rivières de décupler son potentiel industriel. Cette ligne permettra l'arrivée de joueurs majeurs de l'industrie : Wabasso Cotton Company (1907), reconstruction modernisée de la Canada Iron Foundry (1908), Wayagamack (1912), Tidewater Shipbuilding Company (1915) et Canadian International Paper (1919). Cette dernière est la plus vaste usine papetière au monde.
- 1907 : Début de la distribution du courrier de porte en porte par des facteurs (21 août).
- 1907 : Implantation du premier service d'ambulance. Dans un premier temps, il s'agit d'une voiture tirée par un cheval.
- 1908 : Grand incendie au centre-ville qui détruisit le tiers de la ville et le quartier des affaires, soit plus de 800 bâtiments incluant les granges, étables, hangars, remises et autres dépendances dont 200 maisons (le 22 juin). Vers 23 heures, il ne restait qu’un brasier[16]. Si le bilan matériel est énorme, on ne signale qu'un décès, et ce n'est pas le feu mais l'effondrement d'un mur au lendemain de la tragédie qui est en cause.
- 1909 : Un ingénieur municipal veille maintenant à l'application de normes et règles quant à l'emplacement, la construction et la rénovation des bâtiments. Le partage de l'espace urbain devient une question importante, mais la tragédie de 1908 oblige à développer la sécurité des citoyens.
- 1909 : Érection canonique de la deuxième paroisse dans la ville: Saint-Philippe. On prendra la pierre angulaire déterrée des ruines de l'église paroissiale de l'Immaculée Conception (détruite par le feu de 1908) comme base de l'église Saint-Philippe.
- 1909 : Fondation de la première Caisse Populaire Desjardins de Trois-Rivières.

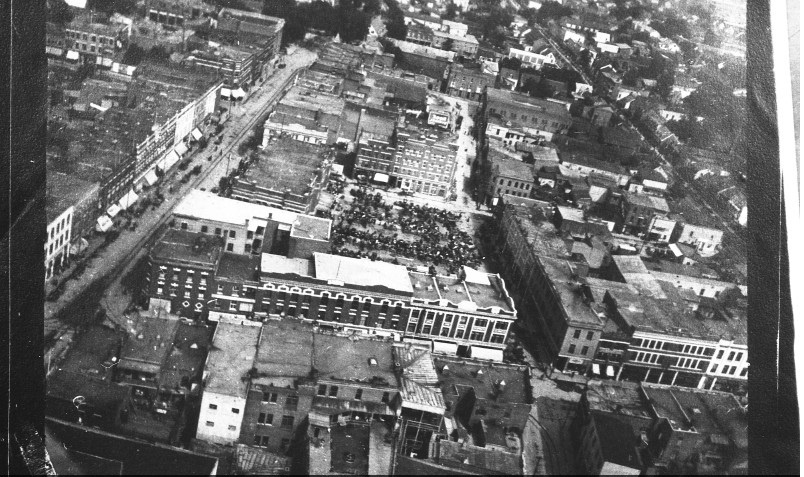
Vue aérienne, le 10 juin 1919.

- 1915 : La Three Rivers Traction Company inaugure les premiers tramways qui circulent dans la ville ainsi qu'au Cap-de-la-Madeleine. Le projet avait été lancé en 1911, dans la foulée de la reconstruction qui fait suite à l'incendie de 1908.
- 1915 : La vente d'alcool est interdite à Trois-Rivières à la suite d'une décision du conseil municipal.
- 1915 : La municipalité de Sainte-Marthe-du-Cap-de-la-Madeleine se détache de Sainte-Marie-Madeleine-du-Cap-de-la-Madeleine (2 juin).
- 1918 : Sainte-Marie-Madeleine-du-Cap-de-la-Madeleine devient la ville de Cap-de-la-Madeleine.
- 1918 : La grippe espagnole fait 150 victimes à Trois-Rivières.
- 1922 : Avec l'ajout d'une nouvelle usine de papier, la Saint-Lawrence Pulp & Paper (future Domtar et ensuite Kruger), Trois-Rivières se mérite dorénavant le titre de capitale mondiale du papier.
- 1924 : Entrée en service de la deuxième gare, de style Beaux-Arts par le Canadien Pacifique selon les plans des architectes Ross & Macdonald de Montréal. Elle remplace la vieille gare de bois.
- 1924 : Entrée en service de la nouvelle usine de filtration du système d'aqueduc de la ville. Le bâtiment principal se situe sur la rue Saint-Maurice, au coin de la (future) rue Des Chenaux.
- 1925 : Création du premier service de taxis à Trois-Rivières: la compagnie Corona.
- 1928 : La municipalité de village de Pointe-du-Lac se détache de La Visitation-de-la-Pointe-du-Lac.
- 1931 : La Three Rivers Traction Company est rachetée par la Compagnie de Transport Saint-Maurice. Elle procédera progressivement au remplacement des tramways électriques par des autobus à essence jusqu'en 1933.
- 1934 : Réalisation du monument appelé Le Flambeau (rue des Casernes) pour célébrer le 300e anniversaire de la fondation de la ville. Le nom donné est celui d'une société savante de l'époque qui avait organisé le concours menant à sa réalisation.
- 1934 : La ville achète de la papetière Consolidated Bathurst l'île Saint-Quentin pour en faire un centre de villégiature. Depuis longtemps déjà ces lieux étaient visités clandestinement par des baigneurs.
- 1936 : La milice trifluvienne devient un régiment blindé.
- 1937 : Ouverture, en octobre, de la première station de radio de la ville : CHLN (AM).
- 1938-1939 : Dans le cadre d'un programme gouvernemental visant à occuper les nombreux chômeurs résultant de la crise économique qui a suivi le krach de 1929, on procède à la construction du parc des expositions. On y démolit quelques bâtiments de bois et on construit, dans le plus pur style Art déco, un stade de baseball, un stade de courses hippiques, une vacherie, un colisée, une bâtisse industrielle, une piscine, la porte ornementale Pacifique Du Plessis et un petit poste de police et pompiers.
- 1939 : Élection du gouvernement du trifluvien Maurice Duplessis avec son parti l’Union nationale, qu’il a créé un an auparavant. Après une absence au pouvoir de 1939 à 1944, son parti reprend le pouvoir pour quinze années consécutives (quatre mandats majoritaires), un record dans l’histoire du Québec. Par la suite, Duplessis adoptera plusieurs mesures nationalistes : Loi des pensions de vieillesse, installation du crucifix à l’Assemblée nationale du Québec dès 1939, récupération du fédéral de près de 50 % de nos impôts, électrification des campagnes et adoption du fleurdelisé comme drapeau national officiel, le 21 janvier 1948. Au Canada, il faudra attendre 1965 pour l’adoption d’un drapeau officiel. Duplessis restera en poste jusqu’à sa mort, le 7 septembre 1959, lors d’un voyage à Schefferville sur la Côte-Nord.
- 1940-1945 : Le ministère de la Défense réquisitionne, pour la durée de la guerre, l'ensemble des lieux et bâtiments du parc des expositions pour y établir un centre d'entraînement et des camps de prisonniers. Seul le stade de baseball est accessible au public pendant cette période.
- 1943 : Le régiment de Trois-Rivières devient le 12e Régiment blindé du Canada (12th Canadian Armoured Regiment). De 1941 à 1945 il combat en Europe, principalement lors du débarquement en Sicile et de la campagne de l'Europe du Nord-Ouest où il se mérite 23 honneurs.
- 1946 : Installation de la première cabine téléphonique extérieure par la compagnie Bell. Elle se trouvait près du Marché aux Denrées lequel se situe à l'époque au coin des rues Badeaux et Des Forges.
- 1948 : Inauguration (6 juin) du pont Duplessis par Maurice Duplessis qui, en coupant le ruban, déclare que ce pont est "aussi solide que l'Union nationale".
- 1951 : Effondrement de trois sections du pont Duplessis sur le Saint-Maurice (nuit du 30 janvier). Il ne sera reconstruit qu'en novembre 1953, mais en attendant un service de bateau-passeur et un pont Bailey de l'Armée canadienne servent de mesures transitoires.
- 5 octobre 1952 : Les abonnés du téléphone peuvent maintenant composer eux-mêmes le numéro qu'ils veulent atteindre à l'aide du cadran rotatif. Avant cette date, il fallait obligatoirement faire appel à une téléphoniste.
- 1954 : La municipalité de paroisse de Saint-Michel-des-Vieilles-Forges se détache de la paroisse de Trois-Rivières.
- 1959 : Les armoiries de la ville de Trois-Rivières sont adoptées pour remplacer celles de 1857 qui ne respectaient pas les exigences de l’art héraldique.
- 1961 : Fusion entre la ville de Trois-Rivières et Saint-Michel-des-Vieilles-Forges pour devenir la ville de Trois-Rivières.

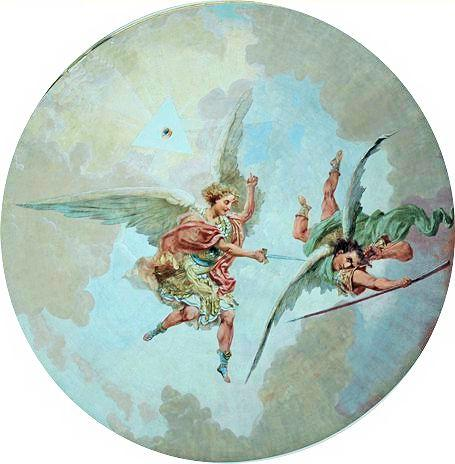
Fresque de la voûte - Chapelle des Ursulines.

- 1961 : Inauguration de l'aéroport de Trois-Rivières par le ministre des Transports et député de Trois-RIvières, Léon Balcer (22 octobre).
- 1961 : Inauguration du pont Cloutier (entre l'île Saint-Quentin et l'île Saint-Christophe) qui permet le développement du potentiel récréo-touristique de l'Île Saint-Quentin et son accès au grand public.
- 1963 : La paroisse de Trois-Rivières, également connue sous le nom de "banlieue", change son nom pour ville de Trois-Rivières-Ouest.
- 1966 : Premier Grand-Prix automobile organisé dans les rues de la ville.
- 1967 : Inauguration, en décembre, du pont Laviolette et fin du service de bateaux-passeurs entre Trois-Rivières et Sainte-Angèle de Laval.
- 1967 : Inauguration d'un complexe formé du nouvel Hôtel de ville, de la bibliothèque municipale et du Centre Culturel de Trois-Rivières (future Maison de la Culture). L'œuvre de l'architecte Jean-Claude Leclerc recevra le Prix Vincent-Massey en 1971.
- 1967 : Le général Charles de Gaulle, premier souverain d’une telle envergure à venir au Québec, invité par le Premier ministre de l’Union Nationale, Daniel Johnson, longe le Chemin du Roy et s’arrête à la Basilique du Cap puis à Trois-Rivières dès 13h, encourageant le peuple à « devenir maître de lui-même ».
- 1969 : Le Centre des Études Universitaires devient l'Université du Québec à Trois-Rivières.
- 1970 : Création du centre commercial Les Rivières. Son ouverture aura lieu en octobre 1971.
- 1970 : Tout comme près de 500 autres victimes de la Loi des mesures de guerre proclamée par le gouvernement libéral Trudeau en octobre, des Trifluviens sont arrêtés : Marcel Desjardins, le futur député péquiste Gérald Godin, sa femme la chanteuse Pauline Julien et sa fille Pascale Galipeau, ainsi que quelques militants péquistes de Shawinigan dont Gilles Toupin et Robert Lafrenière. La plupart des arrestations concernaient des citoyens considérés suspects (comédiens, professeurs, chanteurs, poètes, écrivains, journalistes, syndicalistes, étudiants, imprimeurs, avocats), surtout des indépendantistes, une injustice historique qui jalonne la longue liste des attaques contre la population du Québec.
- 1971 : La Cité des Trois-Rivières devient Ville de Trois-Rivières.
- 1975 : Le transport par autobus cesse temporairement dans la ville lorsque la Compagnie de Transport Carrier et Frères cesse ses opérations à Trois-Rivières. La ville de Trois-Rivières doit assumer elle-même l'opération du service de transport en commun, alors qu'il est pris en charge par deux compagnies privées à Trois-Rivières-ouest et au Cap-de-la-Madeleine.
- 1978 : Fusion entre La Visitation-de-la-Pointe-du-Lac et Pointe-du-Lac pour devenir la municipalité de Pointe-du-Lac.
- 1981 : Entrée en fonction des premiers autobus de la CITF (Corporation intermunicipale de transport des Forges).
- 1984 : Lors de sa visite le 10 septembre 1984, le Pape Jean-Paul II réuni une imposante foule de 80 000 personnes à Trois-Rivières.
- 21 juillet 1993 : Saint-Louis-de-France change son statut pour celui de ville de Saint-Louis-de-France.
- 18 décembre 1993 : Sainte-Marthe-du-Cap-de-la-Madeleine change son nom pour la municipalité de Sainte-Marthe-du-Cap.
- 14 mars 1998 : Sainte-Marthe-du-Cap change son statut pour celui de ville de Sainte-Marthe-du-Cap.

### XXIesiècle
- 1er janvier 2002 : Fusion entre Cap-de-la-Madeleine, Pointe-du-Lac, Saint-Louis-de-France, Saint-Marthe-du-Cap, Trois-Rivières et Trois-Rivières-Ouest pour former la ville de Trois-Rivières.
- 2009 : 375e anniversaire de fondation de la ville (1634-2009).

Vue sur le quartier Saint-Philippe à Trois-Rivières vers 1920.

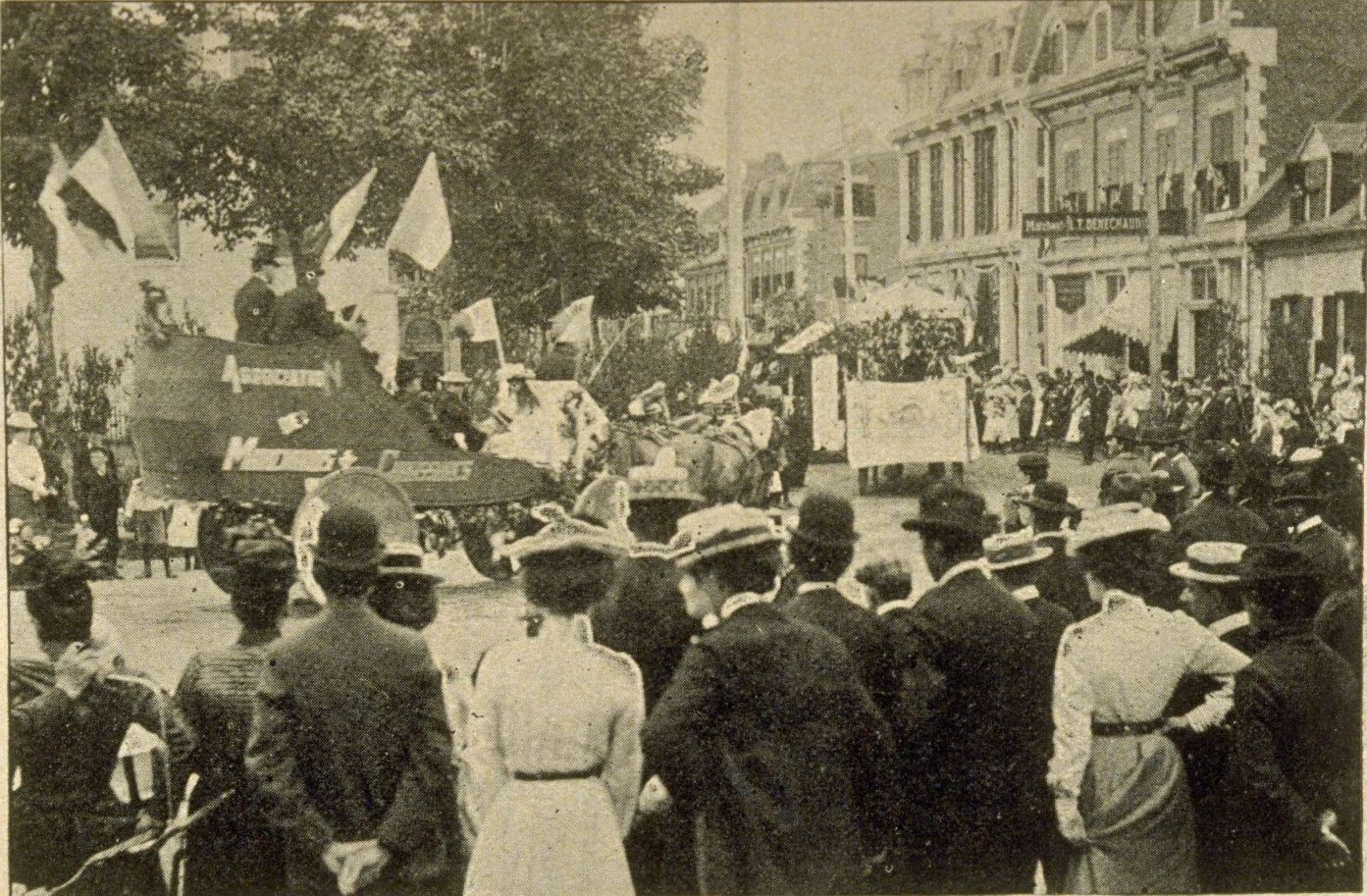
Saint-Jean-Baptiste, 1901.
Logo du 375e anniversaire.
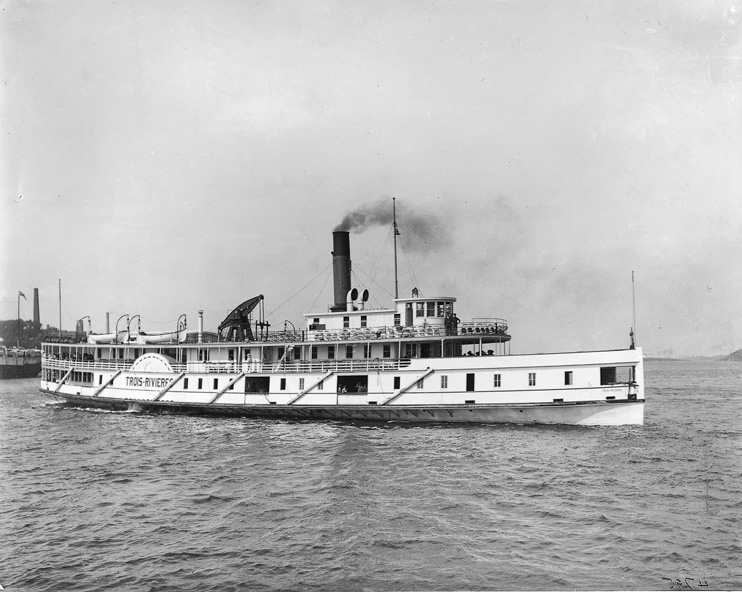
S.S. Trois-Rivières, St. Lawrence River, Qc, 1910.

## Liste des gouverneurs des Trois-Rivières
Liste des gouverneurs de Trois-Rivières (on disait gouverneur des Trois-Rivières à l'époque) :
| Nom                                             | Portrait | Durée                     | Souverain  |
| ----------------------------------------------- | -------- | ------------------------- | ---------- |
| Laviolette                                      |          | 1634-1636                 | Louis XIII |
| Achille Bréhaut de L'Isle                       |          | 1636-1637                 | Louis XIII |
| Marc Antoine Jacques Bras-de-fer de Châteaufort |          | 1637-1639                 | Louis XIII |
| André de Malapart (intérim)                     |          | été 1639                  | Louis XIII |
| François de Champflour                          |          | 1639-1642                 | Louis XIII |
| Charles Des Rochers                             |          | 1642-1643                 | Louis XIII |
| François de Champflour                          |          | 1643-1646                 | Louis XIII |
| Jean Bourbon (intérim)                          |          | automne 1645              | Louis XIII |
| Jacques Leneuf de La Poterie (intérim)          |          | 1645-1646                 | Louis XIV  |
| Jacques Leneuf de La Poterie                    |          | 1646-1648                 | Louis XIV  |
| Charles Legardeur de Tilly                      |          | 1648-1650                 | Louis XIV  |
| Charles Cartel (intérim)                        |          | été 1649                  | Louis XIV  |
| Jacques Leneuf de La Poterie                    |          | 1650-1651                 | Louis XIV  |
| Guillaume Guillemot Du Plessis-Kerbodot         |          | 1651-1652                 | Louis XIV  |
| Pierre Boucher (intérim)                        | Photo 2  | août-septembre 1652       | Louis XIV  |
| Jacques Leneuf de La Poterie                    |          | 1652-1654                 | Louis XIV  |
| Pierre Boucher (intérim)                        | Photo 2  | juillet 1653-octobre 1654 | Louis XIV  |
| Pierre Boucher                                  | Photo 2  | 1654-1658                 | Louis XIV  |
| Jacques Leneuf de La Poterie                    |          | 1658-1662                 | Louis XIV  |
| Pierre Boucher                                  | Photo 2  | 1662-1668                 | Louis XIV  |
| René Gaultier de Varennes                       |          | 1668-1689                 | Louis XIV  |
| Claude de Ramezay                               |          | 1690-1699                 | Louis XIV  |
| Antoine François Prévost                        |          | 1699-1702                 | Louis XIV  |
| (Poste vacant)                                  |          | 1702-1703                 | Louis XIV  |
| Antoine de Crisafy                              |          | 1703-1709                 | Louis XIV  |
| François de Galifet de Caffin                   |          | 1709-1720                 | Louis XIV  |
| Charles Le Moyne, premier baron de Longueuil    |          | 1720-1724                 | Louis XV   |
| François de Jordy de Cabanac,                   |          | 1724-1726                 | Louis XV   |
| Jean Bouillet de la Chassaigne                  |          | 1726-1730                 | Louis XV   |
| Jean-Marie-Josué Dubois Berthelot de Beaucours  |          | 1730-1733                 | Louis XV   |
| Pierre Rigaud de Vaudreuil et de Cavagnal       |          | 1733-1742                 | Louis XV   |
| Claude-Michel Bégon de la Cour                  |          | 1742-1748                 | Louis XV   |
| François-Pierre Rigaud de Vaudreuil             |          | 1748-1757                 | Louis XV   |
| Paul-Joseph Le Moyne de Longueuil               |          | 1757-1760                 | Louis XV   |
| Ralph Burton                                    |          | 1760-1762                 | George III |
| Frederick Haldimand                             |          | 1762-1764                 | George III |

Le gouvernement des Trois-Rivières a été aboli le 10 août 1764. Haldimand en est le dernier gouverneur. Il fut ensuite commandant militaire de la région trifluvienne jusqu'à son départ à la fin de juin 1765. Il remit son commandement militaire au capitaine Holmes. Cette fonction ne fait pas de Holmes un gouverneur des Trois-Rivières.

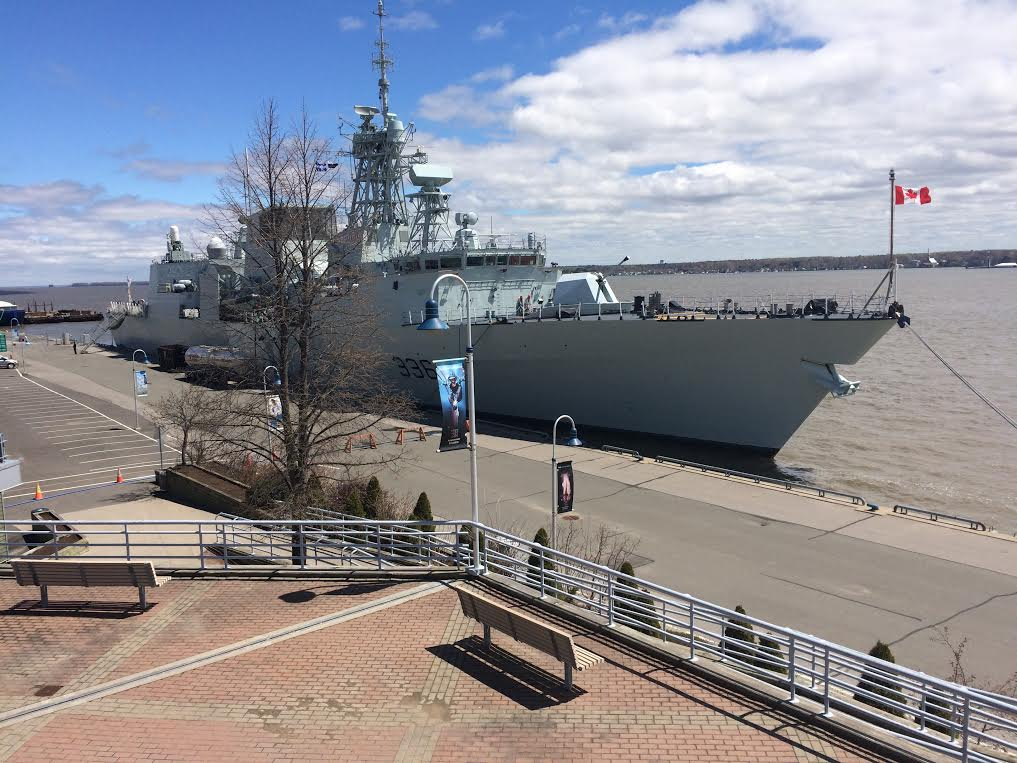
Secteur est du port de Trois-Rivières.
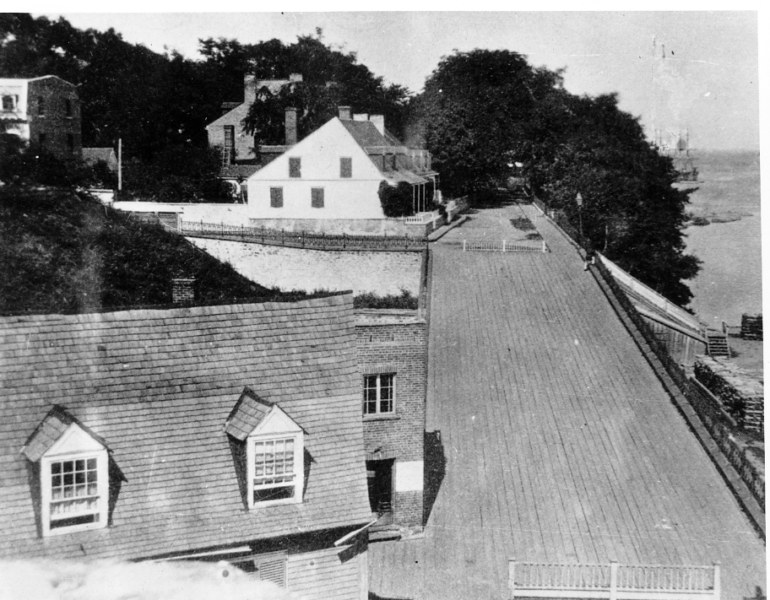
La terrasse Turcotte vue du haut d'un toit, 1875.

## Liste des maires de Trois-Rivières
Un premier conseil municipal est constitué le 21 juillet 1845 à la suite de la création de la Corporation municipale des Trois-Rivières. La nouvelle structure administrative remplace le régime des juges de paix et des commissaires ayant pris le relais du Gouvernement des Trois-Rivières peu après la Conquête. L’acte d’incorporation est sanctionné le 10 juin 1857 et la ville est dotée d'une charte lui octroyant le plein statut de corporation municipale. Le nom officiel est Cité des Trois-Rivières. Finalement, la Cité des Trois-Rivières devient désormais connue et
désignée sous le nom de Ville de Trois-Rivières le 18 juin 1971.
À cette liste des maires de l'ancienne ville de Trois-Rivières (celle d'avant 2002), il faut ajouter la liste des maires des anciennes villes de Cap-de-la-Madeleine, Sainte-Marthe-du-Cap, Saint-Louis-de-France, Trois-Rivières-Ouest et Pointe-du-Lac. Toutes ces anciennes villes ont été fusionnées en 2002 pour former la nouvelle ville de Trois-Rivières.

### Anciennes villes

#### Trois-Rivières
- 1845 : Pierre-Benjamin Dumoulin
- 1846 : Antoine Polette
- 1853 : Pierre-Benjamin Dumoulin
- 1854 : John McDougall
- 1855-1857 : Jean-Baptiste Lajoie
- 1857 : Joseph-Édouard Turcotte
- 1863 : Louis-Charles Boucher de Niverville
- 1865 : Sévère Dumoulin
- 1869 : Joseph-Moïse Desilets
- 1872 : Joseph-Napoléon Bureau
- 1873-1876 : Télesphore-Eusèbe Normand
- 1876 : Arthur Turcotte
- 1877 : Joseph-Napoléon Bureau
- 1879 : Sévère Dumoulin
- 1885 : Henri-Gédéon Malhiot
- 1888 : J.-Édouard Hétu
- 1889 : Télesphore-Eusèbe Normand
- 1894 : Philippe-Élizé Panneton
- 1896 : Richard-Stanislas Cooke
- 1898-1900 : Arthur Olivier
- 1900-1902 : Louis-Docithé Paquin
- 1902-1904 : Nazaire Lefebvre-Denoncourt
- 1904-1905 : Nérée LeNoblet Duplessis
- 1905 : Louis-Docithé Paquin
- 1905-1906 : J.F. Bellefeuille
- 1906-1908 : François-Siméon Tourigny
- 1908-1913 : Louis-Philippe Normand
- 1913-1921 : Joseph-Adolphe Tessier
- 1921-1923 : Louis-Philippe Normand
- 1923-1931 : Arthur Bettez
- 1931-1937 : Georges-Henri Robichon
- 1937-1941 : Atchez Pitt
- 1941-1949 : Arthur Rousseau
- 1949-1953 : Joseph-Alfred Mongrain
- 1953-1955 : Léo LeBlanc
- 1955-1960 : Laurent Paradis
- 1960-1963 : Joseph-Alfred Mongrain
- 1963-1966 : Gérard Dufresne
- 1966-1970 : René Matteau
- 1970-1990 : Gilles Beaudoin
- 1990-2001 : Guy Leblanc

#### Cap-de-la-Madeleine
- 1845-1860 : Louis Leduc
- 1860-1870 : Hyacinthe Cossette
- 1870-1872 : Télesphore-E. Normand
- 1872-1892 : Hyppolite Monplaisir
- 1892-1894 : Joseph Toupin
- 1894-1899 : Anselme Lapointe
- 1899-1901 : Hercule Beaumier
- 1901-1903 : Moïse Hébert
- 1903-1906 : Adem Monplaisir
- 1906-1908 : Georges Rocheleau
- 1908-1913 : Louis-Hercule Loranger
- 1913-1915 : Dominique Monplaisir
- 1915-1917 : Sévère Rocheleau
- 1917-1920 : J.-Irinée Rochefort
- 1920-1921 : Charles Monplaisir
- 1921-1921 : Sévère Rocheleau
- 1921-1931 : Donat Paquin
- 1931-1935 : J.-Albert Nadeau
- 1935-1937 : Pierre Desbiens
- 1937-1939 : Raoul Rocheleau
- 1939-1941 : Isidore Halley
- 1941-1945 : Roméo Morissette
- 1945-1951 : J.-Irénée Rochefort
- 1951-1953 : Roméo Morissette
- 1953-1960 : André Julien
- 1960-1981 : J.-Réal Desrosiers
- 1981-1993 : Jean-Claude Beaumier
- 1993-2001 : Alain Croteau

#### Sainte-Marthe-du-Cap
- 1915-1916 : Dominique Monplaisir
- 1916-1918 : Charles Lottinville
- 1918-1931 : Louis Loranger
- 1938-1944 : Henri Loranger
- 1944-1949 : Albert Beaumier
- 1949-1962 : Adélard Toupin
- 1962-1972 : Roger Guilbault
- 1972-1976 : Marcel Cossette
- 1976-1979 : Marius Blouin
- 1979-1990 : Lucien Chaussé
- 1990-1999 : Frédéric Prescott
- 1999-2001 : Richard Dufresne

#### Saint-Louis-de-France
- 19-2001 : Jean-Pierre Ayotte

#### Trois-Rivières-Ouest
- 1963-1970 : Jules Montour
- 19-2001 : Yves Lévesque

#### Pointe-du-Lac
- 19-1997 : Jean Simard
- 1997-2001 : Georges-Henri Denoncourt

### Nouvelle ville de Trois-Rivières
- 2002-2018 : Yves Lévesque premier maire de la ville fusionnée
- 2019- : Jean Lamarche

Armoiries.
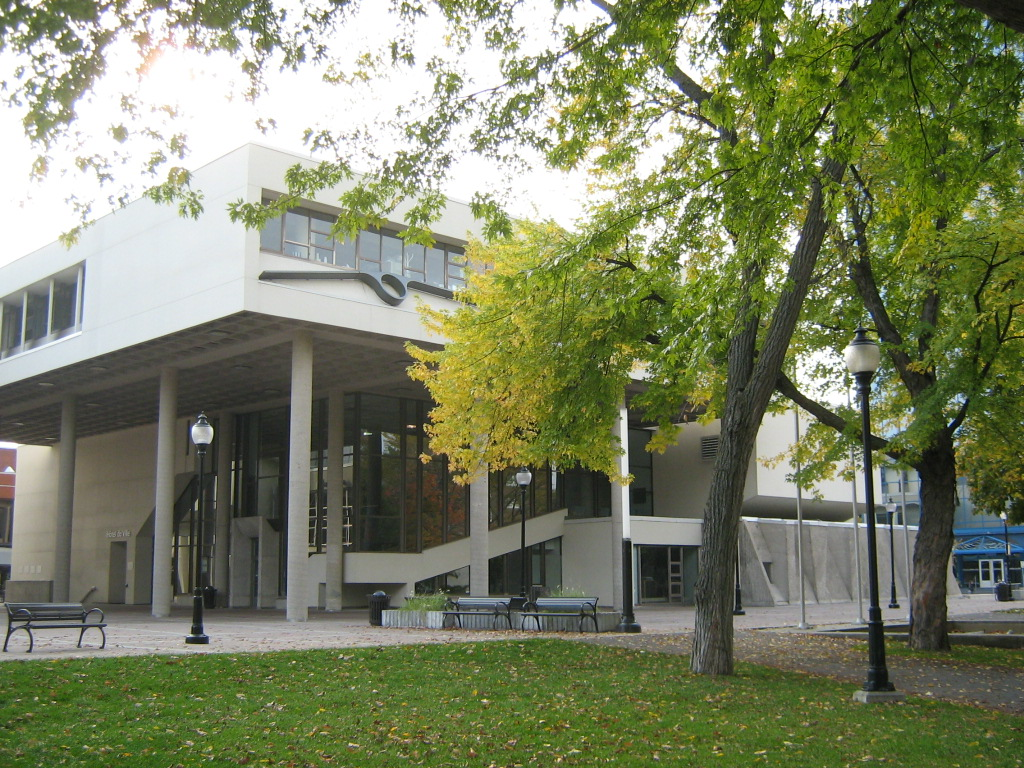
Hôtel de ville de Trois-Rivières.